# Shanghai Keji Guan
Shanghai Keji Guan (chiń. 上海科技馆站) – stacja metra w Szanghaju, na linii 2. Zlokalizowana jest pomiędzy stacjami Shiji Dadao oraz Shiji Gongyuan. Została otwarta 28 października 1999.